# H. Scharnhorst
H. Scharnhorst var en konterfejare verksam i Finland och Sverige omkring 1700.
Det finns inte mycket uppgifter om Scharnhorst men man vet att han först verkade i Finland, innan han omkring 1700 kom till Sverige. I Finland hade han tidigare verkat som konterfejare. För Nådendals kyrka i Finland målade han 1700 ett porträtt av en okänd krigare samt en odaterad bild av Gerhard Lode från Livland. I Sverige målade han ett antal porträtt 1701–1702 bland annat den signerade bröstbilden av Barbro Banér och pendangen av hennes make generalguvernör Göran Gyllenstierna samt knästycket av Margareta Gyllenstierna som finns på Tyresö slott i Uppland. Han är tillskriven porträttet av den danskfödda fru MS Hästsko som ingår i Nordiska museets samlingar. Porträttet av den unga Margareta Gyllenstierna är intressant ur den synvinkeln att Scharnhorst har lekt med motivet och hon framställs som Diana beväpnad med koger och båge samtidigt som hon till hälften vrider sig mot betraktaren. Detta rörelsemönster som återfinns i van Dycks målningar ger en känsla av förnäm flyktighet.   